# Liste der Straßen und Plätze in Kiel/R

## Ra

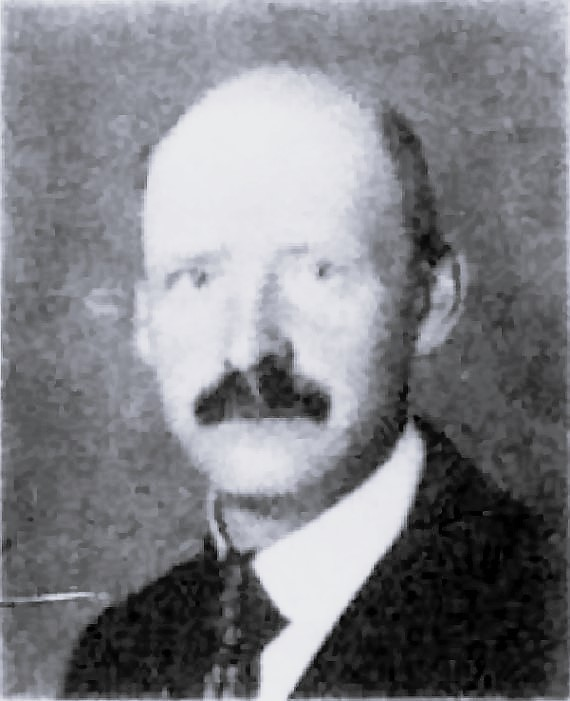
Gustav Radbruch

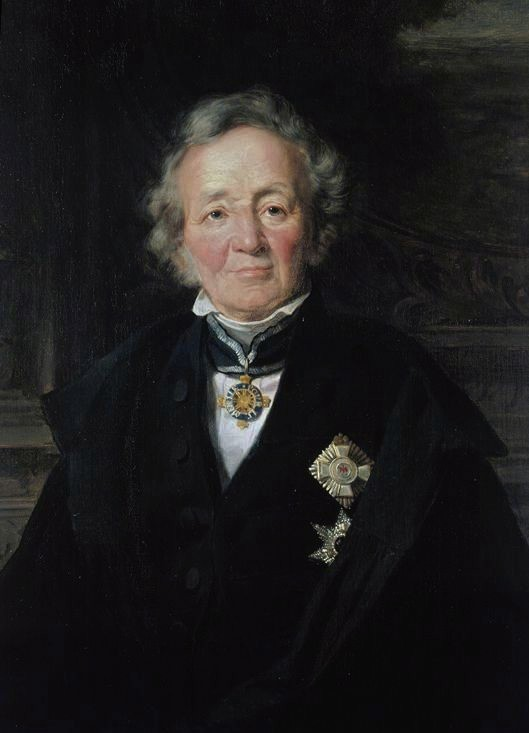
Leopold von Ranke

Raaschstraße, Gaarden-Ost
angelegt als Querstraße, 1874 im Protokolltext der Gemeinderatssitzung erwähnt, 1880 erstmals im Kieler Adressbuch aufgeführt, 1901 nach August Ferdinand Raasch (4. April 1826 bis 3. August 1886) umbenannt – Zimmer- und Baumeister, Erbauer der Straße.
Rabensbruch, Wellsee
2001 nach einem Flurnamen benannt.
* Rackerstraße, Altstadt
1474 im 1. Kieler Rentebuch 1300–1487 wird im Jahr 1474 die Straße erwähnt.
* Radbruch, Moorsee
1962 angelegt als Am Hang, 1971 nach einem alten Flurnamen in Radbruch umbenannt, 1972 nach Einspruch der Anwohner in Drosselstieg umbenannt.
Radbruchstraße, Wik
1983 nach Gustav Radbruch benannt.
Radebrook, Elmschenhagen
angelegt als Weinbergweg, 1927 erstmals im Kieler Adressbuch aufgeführt, 1936 nach einer alten Flurbezeichnung in Radebrook umbenannt.
Radewisch, Wellsee
2003 wurde der Name nach einer alten Flurbezeichnung festgelegt.
Radsredder, Wellingdorf
1899 im Protokolltext der Gemeinderatssitzung erwähnt, 1906 erstmals im Kieler Adressbuch aufgeführt.
Raiffeisenstraße, Vorstadt
vor 1957 Bahnhofsplatz, 1957 nach Friedrich Wilhelm Raiffeisen in Raiffeisenstraße umbenannt.
Raisdorfer Straße, Wellingdorf
1919 nach der Gemeinde Raisdorf benannt.
* Raisdorfer Weg, Rönne
1961 im Protokolltext der Gemeinderatssitzung erwähnt, 1971 in Zur Wilsau umbenannt.
Randersstraße, Mettenhof
1967 nach der Stadt Randers benannt.
Rankestraße, Ravensberg
1907 nach Leopold von Ranke benannt.
Rantzauweg, Siedlung Oppendorf
1926 nach dem alten holsteinischen Adelsgeschlecht Rantzau benannt.
Rarsrott, Elmschenhagen
angelegt als Waldweg, 1925 erstmals im Kieler Adressbuch aufgeführt, 1939 nach einer alten Flurbezeichnung in Rarsrott umbenannt.
* Rastorfer Straße, Wellingdorf
1911 angelegt als Oppendorfer Straße, 1926 nach der Gemeinde Rastorf in Rastorfer Straße umbenannt, 1930 in Flüggendorfer Straße umbenannt.
* Rathausplatz, Gaarden-Süd
1908 erstmals im Kieler Adressbuch aufgeführt, 1936 in Oldesloer Platz umbenannt.
Rathausplatz, Vorstadt, Damperhof
1869 angelegt als Neumarkt, 1933 in Adolf-Hitler-Platz umbenannt, 1945 in Rathausplatz umbenannt – Platz vor dem Kieler Rathaus.
* Rathausstraße, Gaarden-Süd
1902 nach dem hier gelegenen Verwaltungsgebäude der 1910 eingemeindeten Landgemeinde Gaarden benannt, 1936 in Oldesloer Straße umbenannt.
Rathausstraße, Vorstadt, Damperhof, Exerzierplatz
angelegt als Gasstraße, 1853 noch ohne Namen im Stadtplan von Thalbitzer eingezeichnet, 1936 in Rathausstraße umbenannt.
Rathmannsdorfer Weg, Mettenhof, Hasseldieksdamm
1972 nach dem ehemaligen Gutsbezirk Rathmannsdorf benannt.
Ratsdienergarten, Altstadt
1938 erstmals im Kieler Adressbuch aufgeführt, die heutige Wegbezeichnung Ratsdienergarten führt durch den ehemaligen Ratsdienergarten, teilweise auf der alten Wegführung des Ratsdienergangs.
Ratzeburger Straße, Gaarden-Süd
1938 nach der Stadt Ratzeburg benannt.
Ravensberg, Ravensberg
1907 wurde der Name nach einer Flur in der ehemaligen Brunswiker Feldmark festgelegt.

## Re
* Rebenstücken, Russee
1929 nach einer Flurbezeichnung benannt, 1970 wurde die Straße in den Redderkamp einbezogen.
Redderkamp, Russee
1929 nach einer Flurbezeichnung benannt, 1959 bis Rebenstücken verlängert, 1970 einschließlich Rebenstücken. Redder ist ein Weg zwischen den Koppeln oder Kamps; ein Kamp entspricht dem Gebiet einer großen Koppel und wird durch feste Einzäunungen wie Knicks oder Wälle begrenzt.
Redderkoppel, Schilksee
1964 nach einer alten Flurbezeichnung benannt.
Redinskamp, Pries
1920 nach einer alten Flurbezeichnung benannt.
Reeperbahn, Gaarden-Ost
1880 erstmals im Kieler Adressbuch aufgeführt, 1908 bis zum Kirchenweg verlängert – Nach einer früher dort befindlichen Reeperbahn der Firma C. Schmidt & Co., Reepschlägerei (Werkstatt zur Produktion von Seilen) benannt.
Reesenberg, Kronsburg
1924 nach einer alten Flurbezeichnung benannt.

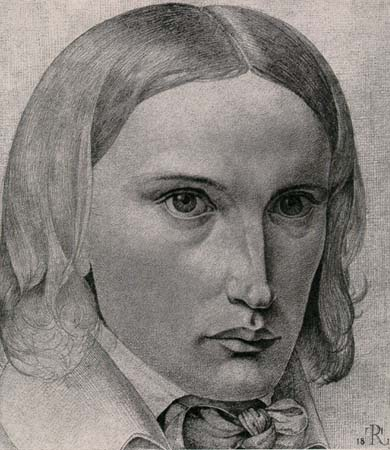
Theodor Rehbenitz

Rehbenitzwinkel, Steenbek-Projensdorf
1962 nach Theodor Rehbenitz benannt.
Rehhorst, Elmschenhagen
als Dreiangel angelegt, 1952 erstmals im Kieler Adressbuch aufgeführt, 1978 nach einer Flurbezeichnung in Rehhorst umbenannt.
Rehsenweg, Wellingdorf
1930 nach einer alten Flurbezeichnung benannt.
Reichenberger Allee, Elmschenhagen
1939 nach der Stadt Reichenberg benannt.
Reichenhaller Straße, Kroog
als Straße K der Landhaussiedlung Kroog angelegt, 1930 erstmals im Kieler Adressbuch aufgeführt, 1933 in Göringstraße umbenannt, 1939 nach der Stadt Reichenhall in Reichenhaller Straße umbenannt.
Reichweinweg, Neumühlen-Dietrichsdorf
1979 nach Adolf Reichwein benannt.
Reiherweg, Schilksee
1965 wurde der Name festgelegt – Straßennamen, die in Beziehung zur See stehen.
Reinhard-Demuth-Platz, Ravensberg
2012 nach dem Bildungswissenschaftler und Chemiker Reinhard Demuth benannt – zuvor namenloser Parkplatz am  Botanischen Garten.
Reinickendorfer Straße, Russee
1979 nach dem Verwaltungsbezirk Reinickendorf im Norden Berlins benannt.
Rektor-Renner-Weg, Neumühlen-Dietrichsdorf
2000 nach Rektor Renner benannt – Rektor Renner leitete von 1970 bis 1973 die Toni-Jensen-Schule und schuf gemeinsam mit dem damaligen Lehrerkollegium die Grundlagen für den Ganztagsunterricht.
Reling, Schilksee
1975 wurde der Name Reling festgelegt – Straßennamen mit Begriffen aus dem Bereich Schifffahrt.
* Rendsburger Chaussee, Hassee
1789 noch ohne Namen auf der Topographisch Militärischen Charte des Herzogtums Holstein (1789–1796) Nr. 21 von Major Gustav Adolf von Varendorf eingezeichnet, 1896 erstmals im Kieler Adressbuch aufgeführt, nach 1910 Rendsburger Landstraße (Kiel).
Rendsburger Landstraße, Hassee, Russee
1789 noch ohne Namen auf der Topographisch Militärischen Charte des Herzogtums Holstein (1789–1796) Nr. 21 von Major Gustav Adolf von Varendorf eingezeichnet – siehe Karte, 1896 erstmals im Kieler Adressbuch aufgeführt, nach 1910 Rendsburger Landstraße (Kiel).
* Rethbrook, Steenbek-Projensdorf
1958 wurde der Name festgelegt, 1978 nach einer Flurbezeichnung in Am Wildgehege umbenannt.
Rethbruch, Suchsdorf
2002 nach einer alten Gemarkung benannt.
Reusengang, Schilksee
1965 wurde der Name Reusenweg festgelegt – Es wurden Straßennamen gewählt, die auf den Charakter des Ortsteiles Schilksee als ehemaliges Fischerdorf hinweisen.
Reventlouallee, Düsternbrook
1873 nach Friedrich Graf von Reventlou benannt.

## Ri

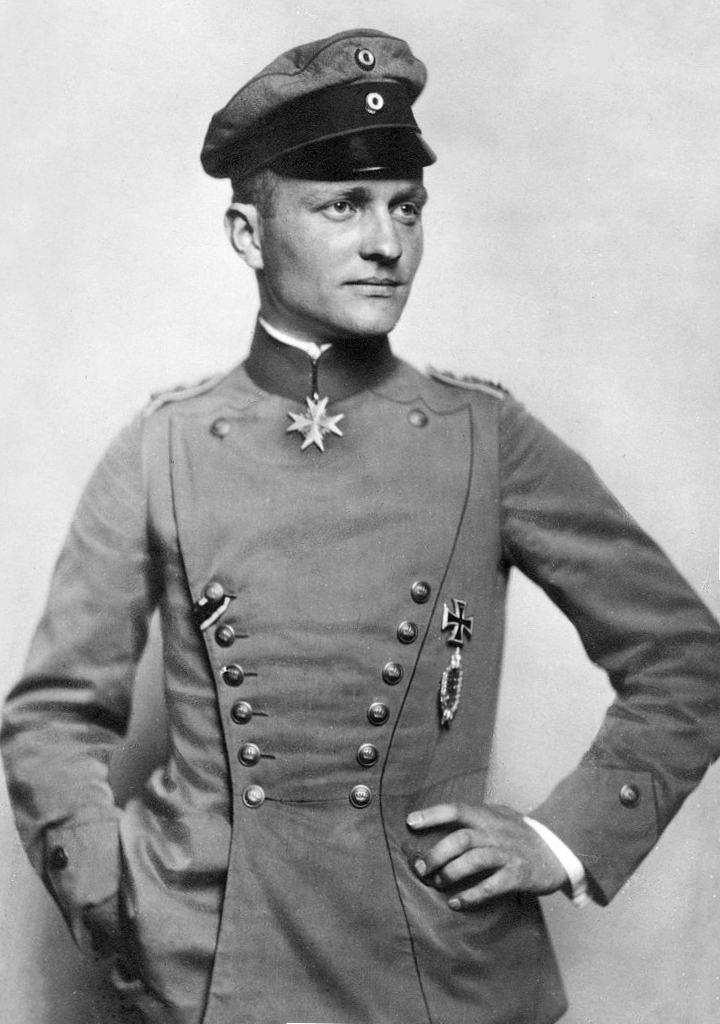
Manfred von Richthofen

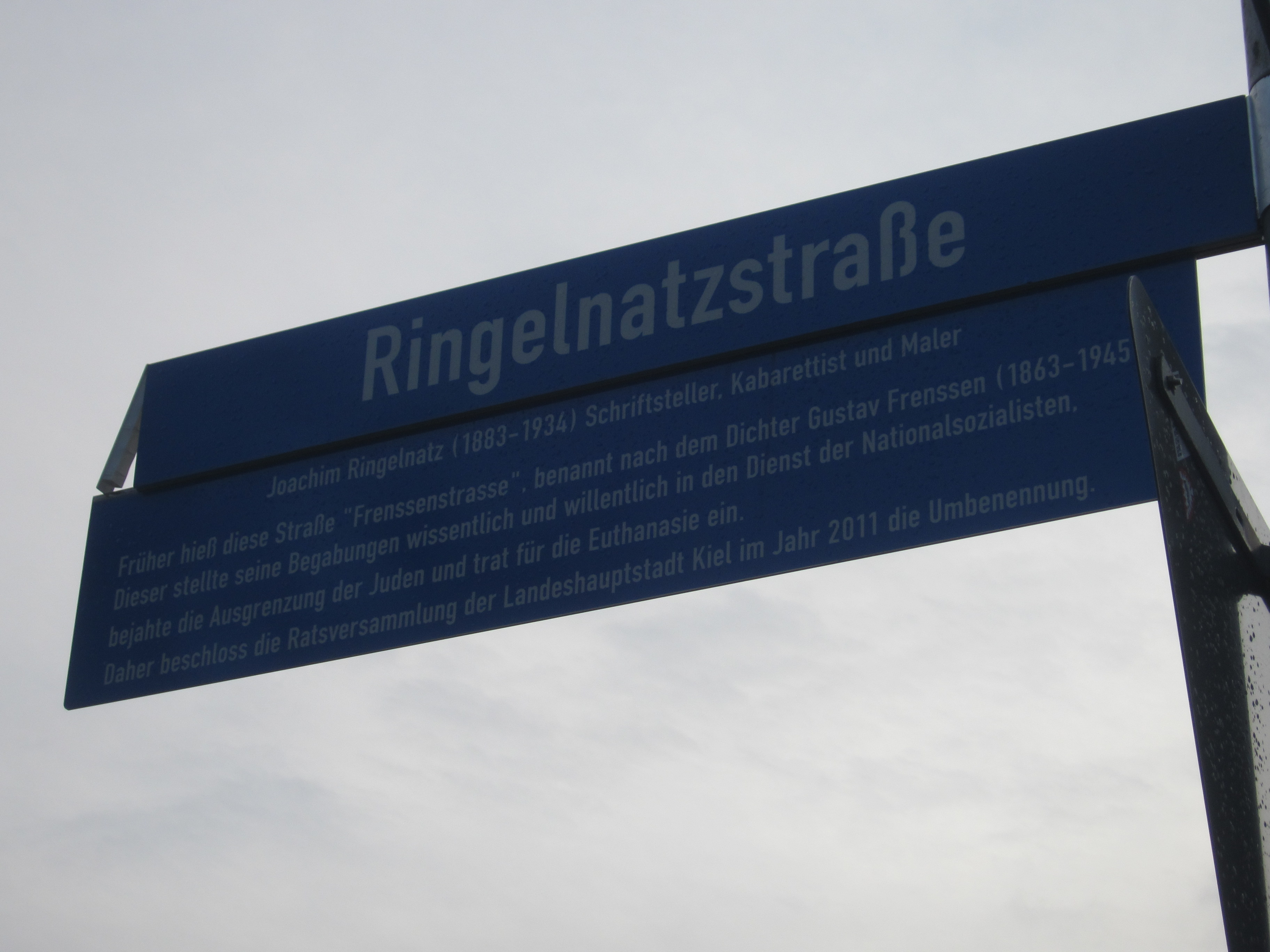
Straßenschild Ringelnatzstraße mit den Gründen für die Umbenennung

* Richard-Menzel-Straße, Gaarden-Süd
1936 nach Richard Menzel benannt, 1945 in Hagebuttenstraße umbenannt – Richard Menzel, NSDAP-Mitglied, 1932 bei einer Straßenschlacht zwischen SA und SS auf der einen und Reichsbanner und Kommunisten auf der anderen Seite in Rendsburg getötet.
Richterstraße, Holtenau
1907 wurde der Name beschlossen – Der Straßenname geht, wie es in Holtenau allgemein üblich war, vermutlich auf eine Persönlichkeit des früheren Gemeindelebens zurück.
Richthofenstraße, Holtenau
als Dorfstraße angelegt, 1789 noch ohne Namen auf der Topographisch Militärischen Charte des Herzogtums Holstein (1789–1796) Nr. 11 von Major Gustav Adolf von Varendorf eingezeichnet, 1898 im Protokolltext der Gemeinderatssitzung erwähnt, 1912 in Kieler Straße umbenannt, 1922 in Wensenburgstraße umbenannt, 1933 nach Manfred Freiherr von Richthofen in Richthofenstraße umbenannt.
Richtweg, Elmschenhagen
1936 nach einer alten Flurbezeichnung benannt.
Ringelnatzstraße, Pries
1920 als Frenssenstraße angelegt, 2011 wurde ein Teilstück nach Joachim Ringelnatz in Ringelnatzstraße umbenannt, weil Frenssen ein Nationalsozialist war.
Ringstraße, Südfriedhof, Vorstadt, Exerzierplatz
1870 wurde die Straße nach dem Martensplans ringförmig von der Kaistraße an der südlichen Spitze des Hafens zunächst bis zur Kirchhofallee angelegt, 1872 Durchlegung bis Sophienblatt, 1969 wurde ein Teil der Ringstraße zwischen Prüne und Schützenwall in die Hermann-Weigmann-Straße einbezogen.
* Ringstraße, Gaarden-Ost, Ellerbek
1877 im Protokolltext der Gemeinderatssitzung erwähnt, 1878 erstmals im Kieler Adressbuch aufgeführt, 1910 wurden die Ringstraße und die Schönberger Straße in Gaarden in Werftstraße umbenannt (Lübecker Chaussee – Wahlestraße) –  Die Straße führte um die neu erbaute Kaiserliche Werft ringförmig herum.
Ripener Weg, Mettenhof
1965 nach der Stadt Ripen benannt.
Ristblick,  Neumühlen-Dietrichsdorf
2004 nach einer Flurbezeichnung benannt.
* Ritter-von-Epp-Straße,  Neumühlen-Dietrichsdorf
1939 nach General Franz Ritter von Epp benannt, 1947 in Verdieckstraße umbenannt.
* Ritterstraße unter Fischerstraße

## Ro

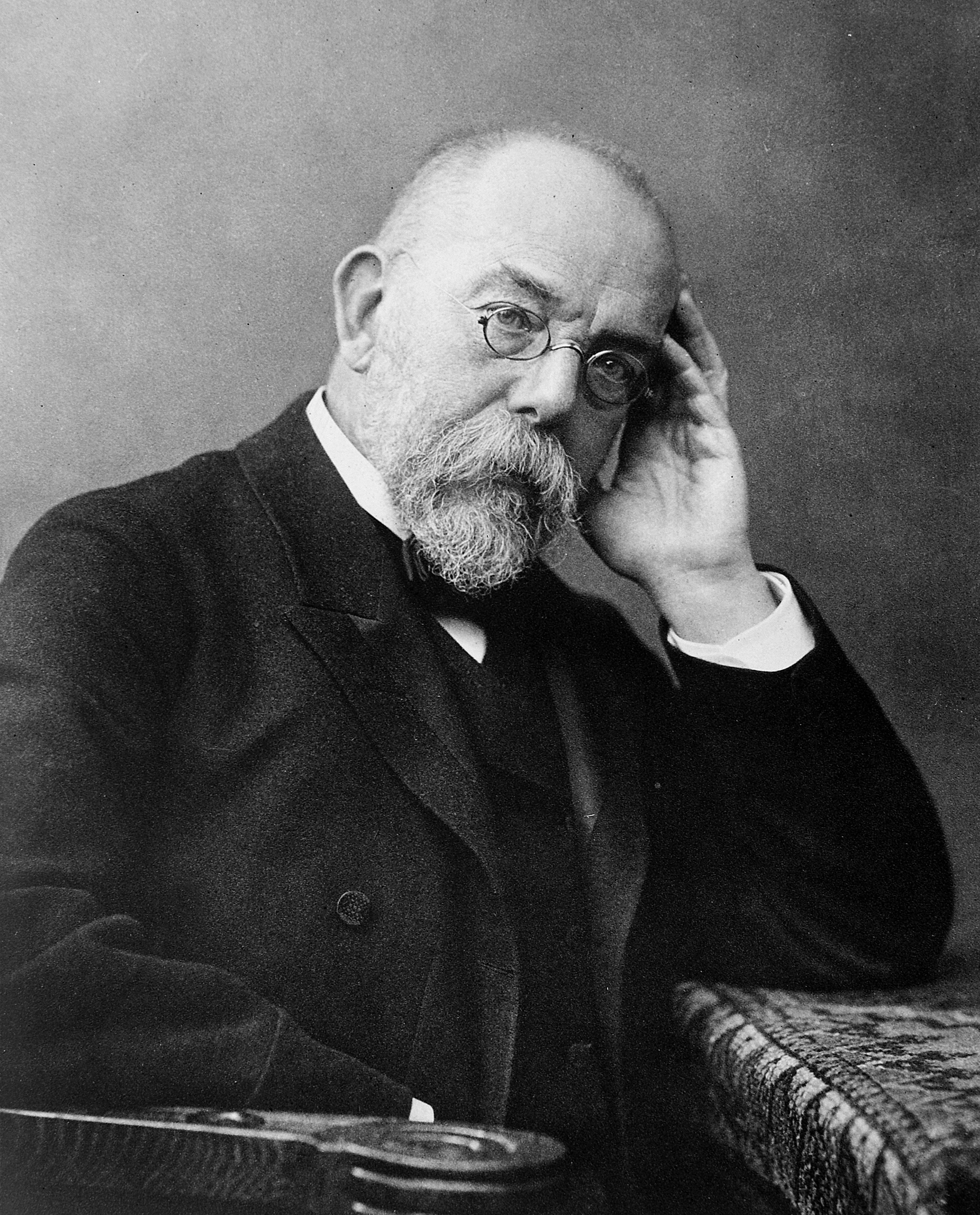
Robert Koch

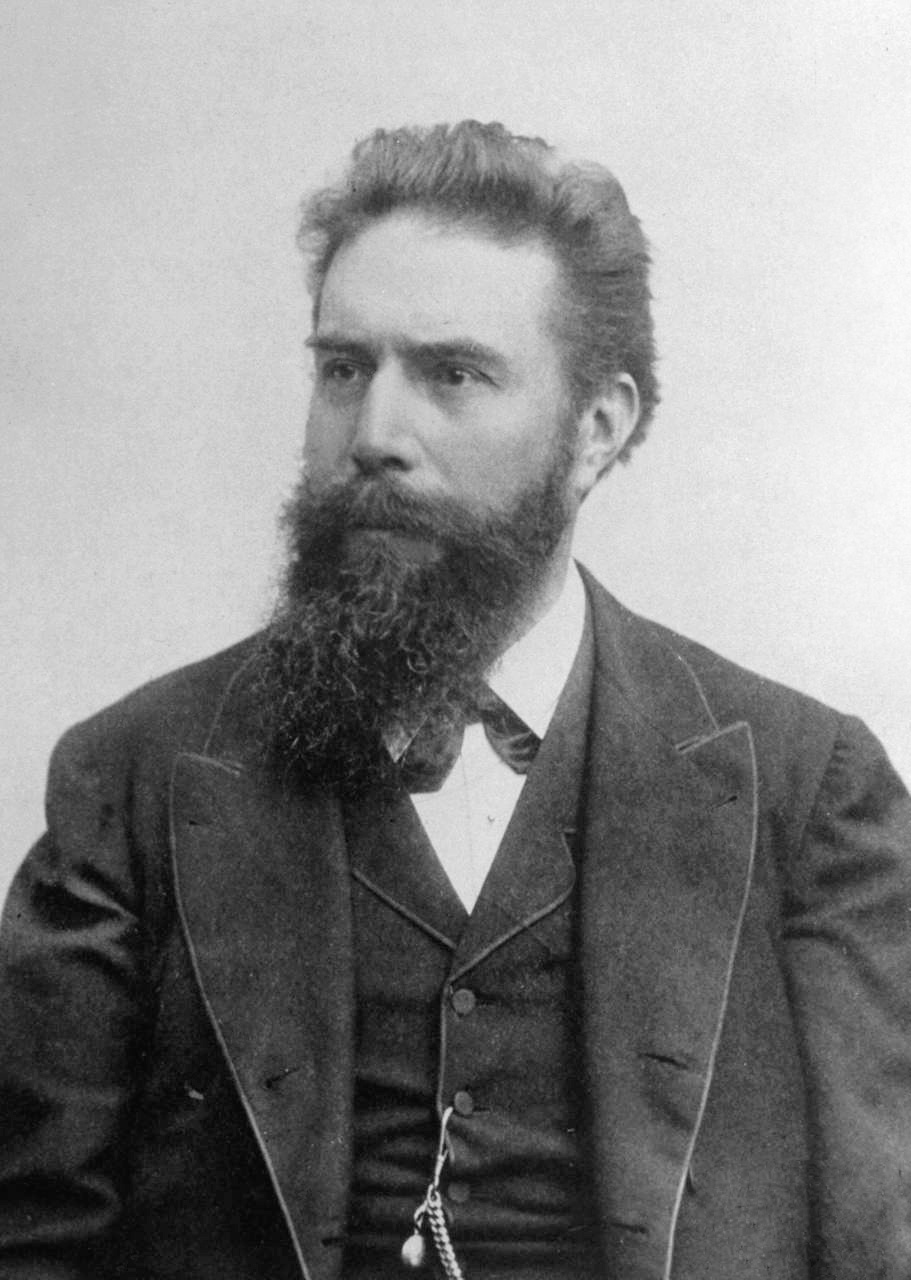
Wilhelm Conrad Röntgen

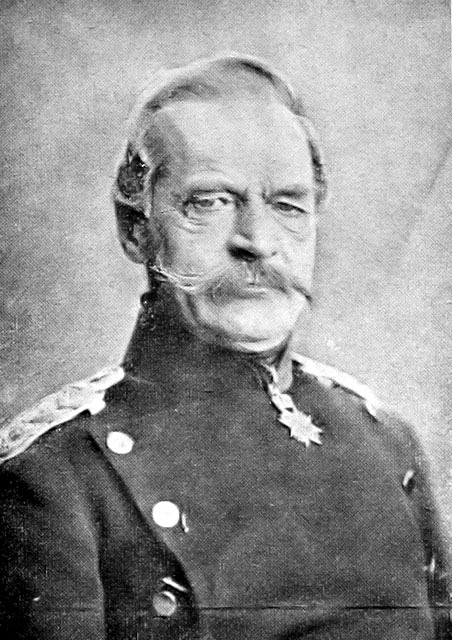
Albrecht Graf von Roon

Robbenweg, Schilksee
1975 wurde der Name festgelegt – Straßennamen, die in Beziehung zur See stehen.
Robert-Koch-Straße, Schreventeich
1966 nach Robert Koch benannt.
Rodebörn, Moorsee
2005 nach einer alten Flurbezeichnung benannt.
Rodenbeker Weg, Hassee
1966 nach einer alten Flurbezeichnung benannt.
Röhbarg, Ellerbek
1939 nach einer alten Flurbezeichnung benannt.
Rönner Damm, Rönne
vor 1971 Triangel, 1971 nach einer alten Flurbezeichnung in Rönner Damm umbenannt.
Rönner Heide, Rönne
1967 im Protokolltext der Gemeinderatssitzung erwähnt – Wohnplatz in der früheren Landgemeinde Rönne.
Rönner Weg, Elmschenhagen
1919 erstmals im Kieler Adressbuch aufgeführt – Nach dem Rönner Gehege im Kreis Plön benannt.
Röntgenstraße, Gaarden-Ost
1908 als Hertzstraße angelegt, 1939 nach Wilhelm Conrad Röntgen umbenannt.
Roggestraße, Holtenau
1929 nach Hans Rogge benannt – Hans Rogge, Baurat (* 18. Oktober 1873), von 1907 bis 1916 Leiter des Kanalbauamtes Kiel-Wik.
Rohrsängerweg, Elmschenhagen
1979 wurde der Name festgelegt – Straßenbezeichnungen nach Pflanzen und Vögeln, die an Binnengewässern vorkommen.
Rollbeksredder, Wellsee
1990 auf dem amtlichen Stadtplan der Landeshauptstadt Kiel aufgeführt.
Rondeel, Südfriedhof
1936 erstmals im Kieler Adressbuch aufgeführt, 1996 wurde der Name festgelegt – Am Rondeel befand sich von 1895 bis 1957 ein Straßenbahndepot (zwischen Königsweg und Sophienblatt).
Roonstraße, Düsternbrook
1900 nach Albrecht Graf von Roon benannt.
Rosenfelder Straße, Wellingdorf
1912 nach dem Dorf Rosenfeld benannt.
Rosenheimer Straße, Kroog
als Straße N der Landhaussiedlung Kroog angelegt, 1927 erstmals im Kieler Adressbuch aufgeführt, 1933 in Lucknerstraße umbenannt, 1939 nach der Stadt Rosenheim in Rosenheimer Straße umbenannt.
Rosensteg, Siedlung Oppendorf
1926 wurde der Name festgelegt.
* Rosenstraße, Altstadt
Erstmals im Jahr 1321 im Rentebuch 1 / Nr. 345 unter dem Namen APUD MACELLAS CARNIFICUM aufgeführt, 1478 unter Nr. 2081 heißt sie TEGEN DEN VLESZBODEN und 1562 im Erbebuch unter Nr. 1881 schließlich ROSENSTRATE, 1799 ist die Straße erstmals aufgeführt im Taschenbuch für die Einwohner der Stadt Kiel, 1952 nur noch Haus Nr. 9, 1959 nach Abriss der Rathaustrümmer existiert die Straße nicht mehr. Der Name wird aufgehoben.
* Rosenstraße, Suchsdorf
1949 erstmals im Kieler Adressbuch aufgeführt, 1958 wurde die Straße in die Dorfstraße einbezogen und in Alte Dorfstraße umbenannt.
Roskilder Weg, Mettenhof
1965 nach der Stadt Roskilde benannt.
Rostocker Straße, Wik
vor 1947 Behnkestraße, 1947 nach der Stadt Rostock umbenannt.
Rotdornweg, Suchsdorf
1959 erstmals im Kieler Adressbuch aufgeführt – Wohngebiet mit Straßennamen aus dem Bereich der Botanik.
* Rote Kate, Holtenau
1980 erhielt das als Sackgasse ausgebaute Teilstück der Dänischenhagener Straße die Bezeichnung Rote Kate, 1997 wurde die Straße Rote Kate in die Gemeinde Altenholz umgemeindet.
Rotenbek, Suchsdorf
1978 nach einer alten niederdeutschen Flurbezeichnung benannt.
Rothenhofer Weg, Hasseldieksdamm
1945 als Straße in der Behelfsheimsiedlung am Russeer Weg angelegt, 1972 Rothenhofer Weg und Heller der Behelfsheimsiedlung wurden aufgehoben, neuer Verlauf: Heitholmer Weg – Bahrenbrooker Weg – benannt nach der Gemeinde Rothenhof.

## Ru

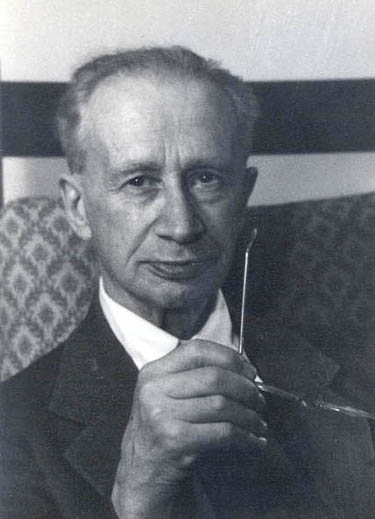
Dr. Rudolf Höber

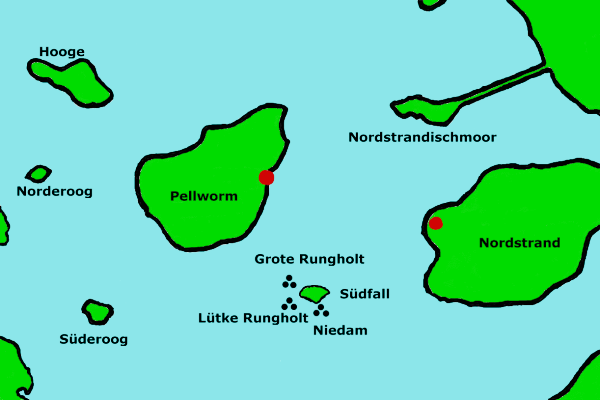
Lage der Fundstätten Rungholts und Niedams im Nordfriesischen Wattenmeer

Rudergang, Schilksee
1974 wurde der Name festgelegt – Straßennamen aus dem Bereich Segelschifffahrt.
Rudolf-Höber-Straße, Ravensberg
1979 nach Rudolf Höber benannt.
Rudolf-Steiner-Weg, Hasseldieksdamm
1984 nach Rudolf Steiner benannt.
Rudowweg, Russee
1984 nach dem Berliner Stadtteil Rudow benannt.
* Rügenplatz, Wik
vor 1947 Goebenplatz, 1947 in Rügenplatz umbenannt, 1968 letztmals auf dem Kieler Stadtplan aufgeführt.
Rügenweg, Suchsdorf
1962 nach der Insel Rügen benannt.
Rüsterstraße, Elmschenhagen
1913 als Verbindungsstraße angelegt, 1933 in Boelckestraße umbenannt, 1939 in Hackelstraße umbenannt, 1945 nach der Pflanzengattung Rüster umbenannt.
* Ruhland, Wellingdorf
1945 als Straße in der Behelfsheimsiedlung hinter der Nissenstraße angelegt, 1977 nicht mehr im Adressbuch aufgeführt – Nach Auflösung der Siedlung aufgehoben.
*Rundweg,  Hasseldieksdamm, Wellingdorf, Ellerbek, Gaarden-Ost, Gaarden-Süd
1936 erstmals im Kieler Adressbuch aufgeführt, 1964 wurde ein Teil des Weges zwischen Preetzer Chaussee und Segeberger Landstraße in Kuckucksweg umbenannt, 1971 einschließlich Ahrenshost, 2011 nicht mehr im Kieler Stadtplan verzeichnet.
Rungholtplatz, Suchsdorf
1962 nach der alten versunkenen Handelsstadt Rungholt an der Nordseeküste benannt.
* Russee – Heidenberg, Russee
1925 erstmals im Kieler Adressbuch aufgeführt, 1951 wurde die Umgemeindung der Behelfsheimsiedlung Heidenberg zur Stadt Kiel beschlossen.
Russeer Forst, Russee
1999 wurde der Name festgelegt.
* Russeer Weg, Hassee
1789 noch ohne Namen auf der Topographisch Militärischen Charte des Herzogtums Holstein (1789–1796) Nr. 21 von Major Gustav Adolf von Varendorf eingezeichnet, 1908 erstmals im Kieler Adressbuch aufgeführt (Weg nach Hasseldieksdamm), 1910 wurde der Name Russeer Weg festgelegt, 1911 wurde der bisherige Russeer Weg in Aubrook umbenannt.
Russeer Weg, Hasseldieksdamm, Mettenhof, Russee
1789 noch ohne Namen auf der Topographisch Militärischen Charte des Herzogtums Holstein (1789–1796) Nr. 21 von Major Gustav Adolf von Varendorf eingezeichnet – siehe Karte – Verlauf: Kronshagen bis Russee, 1923 erstmals im Kieler Adressbuch aufgeführt.
* Russeer Weg, Russee
1789 noch ohne Namen auf der Topographisch Militärischen Charte des Herzogtums Holstein (1789–1796) Nr. 21 von Major Gustav Adolf von Varendorf eingezeichnet, vor 1905 Wohldsredder oder Weg nach Hasseldieksdamm, nach 1905 Straße zum Russeer Bahnhof, 1923 ist die Bahnhofstraße im Protokolltext der Gemeinderatssitzung erwähnt, 1925 erstmals im Kieler Adressbuch aufgeführt, 1970 wurde die Straße in Russeer Weg umbenannt und in den Russeer Weg (Kiel) einbezogen.
* Russenberg, Wellingdorf
1925 erstmals im Kieler Adressbuch aufgeführt, 1936 in Am Russenberg umbenannt (Russenberg 40,8 m).
Rutkamp, Russee
als Seestraße angelegt, 1925 erstmals im Kieler Adressbuch aufgeführt, 1970 in Rutkamp umbenannt.